# عشق تعطیل نیست
عشق تعطیل نیست یک مجموعه ویدئویی محصول ۱۳۹۳ به کارگردانی بیژن بیرنگ است که قرار بود در ۲۵ قسمت ۵۰ دقیقه‌ای تولید شود. بیرنگ و محمدرضا شهبازی تهیه‌کنندگی این سریال را بر عهده دارند. عشق تعطیل نیست در حال‌وهوای کارهای قبلی بیرنگ مانند خانهٔ سبز و همسران قرار می‌گیرد. یکی از دکورهای این سریال با تقلید از سریال موفق آمریکایی فرندز ساخته شده است. تولید این سریال بعد از پنج قسمت متوقف شد.

## خلاصه داستان سریال
عشق تعطیل نیست داستان رها (محمدرضا گلزار) و نفس (مهناز افشار)، زوجی جوان است که در آستانهٔ هفتمین سالگرد ازدواج‌شان با اتفاقاتی روبه‌رو می‌شوند که زندگی خود و اطرافیان‌شان را تحت تأثیر قرار می‌دهد.

## بازیگران
| نام بازیگر       | نقش                               |
| محمدرضا گلزار    | رها رشیدی                         |
| مهناز افشار      | نفس امیری                         |
| شهرام حقیقت‌دوست  | بیژن مردمی (بیژو)                 |
| بهنوش بختیاری    | شراره                             |
| حدیث میرامینی    | صحرا رشیدی                        |
| مهرانه مهین‌ترابی | ساحره بشیرالدوله                  |
| زانیار خسروی     | عرشیا امیری (اشی پشی: ارشیای پشه) |
| علیرضا خمسه      | عماد رشیدی                        |
| بهرام شاه‌محمدلو  | صالح امیری                        |
| مائده طهماسبی    | افسانه                            |
| رضا ناجی         | دریانی                            |
| ساربه اوهانیان   | آلن                               |
| مهسا زرین‌جویی    | منیر                              |
| سینا رازانی      |                                   |
| احمد یاوری‌شاد    |                                   |
| فریبا نادری      |                                   |
| حسین عرفانیان    |                                   |
| مهسا عرفانیان    |                                   |